# Oldschool hardcore
Oldschool hardcore (katkad early rave/hardcore ili oldschool rave/gabber) hardcore techno je preteča Oldschool hardcore, a to je oldschool/oldstyle iz razdoblja od 1990. – 1992. Oldschool hardcore pokriva razdoblje od 1993. do 1999. kada je imao najveću popularnost. Bez obzira na to što je 1999. došlo do promjene u hardcore sceni, oldschool hardcore je još uvijek bezvremenska glazba i koji je još uvijek vrlo cijenjen kod obožavatelja hardcore/gabber glazbe, a to 2007. dokazuju early rave/hardcore zabave koje su još uvijek popularne u Nizozemskoj (kao primjer se može uzeti događaj Ghosttown koji se održava u dvorani Vechtsebanen u Utrechtu). Oldschool hardcore može imati svoj odjeljak/šator također na festivalima i velikim zabavama.
Produkcija oldschool hardcorea se iznimno smanjila nakon promjena u hardcore sceni, no i poslije toga postoji svega nekoliko pojedinih producenata/DJ-eva koji ga i danas produciraju.